# رایفایزن (سوئیس)
رایفایزن سوئیس (انگلیسی: Raiffeisen) شرکت خدمات مالی و بانکداری سوئیسی است، که در سال ۱۸۹۹ تأسیس شد.
رایفایزن سوئیس یک شرکت تعاونی است که مسئولیت سیاست و استراتژی تجاری در گروه رایفایزن را بر عهده دارد. تاکنون ۲۱۹ بانک مستقل رایفایزن سوئیس به صورت تعاونی سازماندهی شده‌اند. آنها با ۸۹۶ شعبه در مجموع، متراکم‌ترین شبکه شعب را در بین بانک‌های سوئیسی تشکیل می‌دهند. پس از خرید کردیت سوئیس توسط یوبی‌اس، گروه رایفایزن با دارایی‌های مشتری تحت مدیریت ۲۴۶٫۶ میلیارد فرانک، به دومین گروه بانکی بزرگ در سوئیس تبدیل شده است. از ژوئن ۲۰۱۴، رایفایزن به عنوان یکی از بانک‌های مهم سیستماتیک سوئیس طبقه‌بندی شده است و بنابراین باید از نظر سرمایه، الزامات ویژه‌ای را رعایت کند. رایفایزن سوئیس بیش از ۳ میلیون مشتری در سوئیس دارد که تقریباً کمتر از ۲ میلیون نفر از آنها عضو تعاونی و در نتیجه مالکان مشترک بانک‌های منطقه‌ای رایفایزن خود هستند.